# Hugo Ganz
Hugo Ganz  (geb. 24. April 1862 in Mainz; gest. 2. Januar 1922 in Wien) war ein deutscher Journalist, Schriftsteller und Pädagoge.

## Leben
Hugo Ganz wurde 1862 in Mainz geboren. Er studierte Geschichte und Philologie an den Universitäten Leipzig und Gießen und promovierte 1884. Er arbeitete zunächst als Gymnasiallehrer in Gießen und dann an verschiedenen Orten für den Pester Lloyd, die Frankfurter Zeitung (in Budapest), die Neue Freie Presse und die Zeit (beide Wien). Um die Jahrhundertwende zog er mit seiner Frau Maria Török (1872–1926) und den beiden Kindern Margarete Ganz (1893–1975) und Josef Ganz von Budapest nach Wien. Das Haus der Familie Ganz in Wien wurde zu einem Treffpunkt von hohen Beamten, Wissenschaftlern und Künstlern wie Franz von Bayros, der für seine erotischen Illustrationen und Grafiken berühmt wurde.
Ganz’ Buch Vor der Katastrophe: Ein Blick ins Zarenreich, das im Jahre 1904 erschienen ist und auch ins Englische übersetzt wurde, „mutet“ einer im Verlag der Österreichischen Akademie der Wissenschaften erschienenen Kurzbiographie zufolge „heute wie eine Prophezeiung an“. Er starb 1922 in Wien.

## Publikationen
- Welteinheit und Einzelstaat. Verlag „Friede durch Recht“, Stuttgart [1921]
- Welt-Wirtschaftsbund. Gustav Grunau, Bern 1920
- Vor der Katastrophe: Ein Blick ins Zarenreich. Skizzen und Interviews aus den russischen Hauptstädten. Rütten & Loening, Frankfurt a. M. 1904 1904 – online abrufbar (eingeschränkte Version)
  - (engl. Übers.) The Land of Riddles (Russia of To-day) Digitalisat
- Aestheten und Politiker. Neuer Frankfurter Verlag, Frankfurt a. M. 1902
- Der Rebell. Wiener Verl., [Wien]  1900